# Seututie 380
Pour les articles homonymes, voir Route 380.
La route régionale 380 (finnois : Seututie 380) est une route régionale allant de Taavetti dans la commune de  Luumäki jusqu'à Savitaipale  en Finlande,.

## Présentation
La seututie 380 est une route régionale de Carélie du Sud qui va de la route nationale 13 au village Iitiä de Lemi, puis traverse le village central de  Lemi, puis retourne jusqu'à la route nationale 13 à Huttula.